# Carnisser flautista
El carnisser flautista (Gymnorhina tibicen) és una espècie d'ocell de la família Cracticidae nadiua d'Austràlia i única representant del gènere Gymnorhina.
És de port mitjà i de color negre i blanc. És estretament relacionat amb els currawongs i les espècies del gènere Cracticus. Els colonitzadors el van anomenar així per la semblança amb la garsa.
Comuns a Austràlia, van ser introduïts a Nova Zelanda als anys 1860 i ara són una plaga pels problemes de competència i depredació que causen als ocells natius.